# Kosaciec (wzniesienie)
Kosaciec – wzniesienie o wysokości 148,4 m n.p.m. na Pojezierzu Wałeckim, położone w woj. zachodniopomorskim, w powiecie drawskim, w gminie Kalisz Pomorski.
Teren Kosaćca został objęty obszarem specjalnej ochrony ptaków "Ostoja Drawska".
Nazwę Kosaciec wprowadzono urzędowo w 1950 roku, zastępując poprzednią niemiecką nazwę Henne Berge.